# Joseph T. Spaniola
Joseph T. Spaniola (7 mei 1963) is een Amerikaans componist, muziekpedagoog en dirigent.

## Levensloop
Spaniola studeerde bij Jere Hutcheson, Charles Ruggiero en James Niblock aan de Michigan State University in East Lansing, waar hij ook zijn Bachelor of Music in muziektheorie en compositie en zijn Master of Music in compositie behaalde. Verder studeerde hij compositie bij Sam Headrick aan de Universiteit van Boston in Massachusetts. Zijn studies voltooide hij bij Cindy McTee en Larry Austin in compositie en Paris Rutherford in jazzcompositie en arrangeren aan de Universiteit van Noord-Texas in Denton (Texas), waar hij ook tot Doctor of Musical Arts promoveerde.
Spaniola was hoofd van het componistenforum aan de Universiteit van Noord-Texas en is lid van de componistenbroederschappen Phi Mu Alpha Sinfonia, Pi Kappa Lambda, de College Music Society, de Audio Engineers Society en voorheen van de Wisconsin School Music Association. Hij was medeoprichter en lange tijd directeur van de All the Arts Festival (muziek, dans, theater, gedicht, film, visuele kunst en multimedia-werken) in Denton.
Hij is een freelance componist en gastdocent bij verschillende evenementen. Van 1998 tot 2007 was hij hoofdcomponist voor de United States Air Force Academy Band in Colorado Springs. Als lector is hij verbonden aan het Koninklijk Conservatorium Gent bij het Wind Symposium. Hij werkte ook samen met de jazzlegende Sammy Nestico en de sopraan Reneé Fleming tijdens de Thanksgiving-uitzending van de National Broadcasting Company alsook bij een optreden in de Carnegie Hall in New York. Spaniola ontving talrijke prijzen en onderscheidingen.
Hij is lid van het collegium van docenten bij het Great Lake Music Camp van de Valparaiso Universiteit in Valparaiso.
Als componist schreef hij werken voor harmonieorkest, orkest, ensembles, solo instrumenten, zang, koor en elektronische muziek. Hij won talrijke prijzen met zijn composities, zoals in 2001 voor zijn Escapade voor harmonieorkest de National Band Association/William Revelli Memorial Composition Competition.

## Composities

### Werken voor orkest
- 1987 Lakeside: A Portrait of a day
- 1995 Music, concert voor solo fagot en orkest
- 1997 Tides of Change, voor jeugdorkest
- 2003 Cooper's Run, voor strijkorkest, blazerskwartet en slagwerk

### Werken voor harmonieorkest
- 1990 Suite - Lo Rejoice
- 1993 Akatonbo (Autumn Song)
- 1993 Chatwood Springs
- 1993 The Kenneth Fanfare
- 1994 The Road from Aphonia
- 1995 rev.2003 Take Flight
- 1996 Grand Ledge Fantasy
- 1996 Tomorrow's calling
- 1997 Donde Lieta, voor eufonium en harmonieorkest - naar Giacomo Puccini
- 1997 Nessun Dorma, voor eufonium en harmonieorkest - naar Giacomo Puccini
- 1997 For Lauren with Joy
- 2000 Sweet Light's Reflection
- 2001 Escapade
- 2001 The Navajo Code Talkers, voor spreker en harmonieorkest
- 2001 Moishe's Miracle, voor spreker en harmonieorkest
- 2002 New Horizons
- 2002 Yes, Virginia, there is a Santa Claus, voor spreker en harmonieorkest
- 2004 Beaver's Delight
- 2005 Through Chocolate-Brown Eyes
- 2005 The winds of the Quadrumvirate, voor klarinetkwartet en harmonieorkest
- 2006 Serendipity
- 2006 Whimsical Lane

### Werken voor koor
- 2006 Lincoln's lamp, voor gemengd koor en harmonieorkest - ook voor gemengd koor, orgel, koperkwintet en slagwerk
- 2007 Windward, voor gemengd koor, strijkorkest en harmonieorkest

### Vocale muziek
- 1997 To See, voor zang, blazers en piano
- 2000 Thomas Jefferson: Life Lines, voor zangstemmen en kamerorkest
- 2000 Monticello, voor zangstem en piano
- 2003 Our Prayer, voor zangstem en koperkwintet

### Kamermuziek
- 1985/1992 Letters from a friend, voor eufonium (of tuba) en piano
- 1997 Rainbow around the moon, voor tromboneoktet
- 1997 Of Heart and Mind, voor althobo, basklarinet, hoorn, cello en marimba
- 1998 Crossroads, voor solo trombone en trombonekwintet (of solo trombone en piano)
- 1999 Sweet Light's Reflection, voor klarinettenkoor
- 1999 Rocky Mountain Rising, voor klarinettenkoor
- 2000 Rendezvous with a dream, voor solo eufonium en piano - ook voor basklarinet en piano
- 2001 Klempirik Farms, voor klarinetkwartet
- 2002 Awakening, voor trompet en orgel
- 2002 Perpetual Providence, voor eufonium, tuba en piano
- 2003 Providence: Adventure's Guide, voor trombone en blazersoktet
- 2003 Fugue in f-klein, voor koperkwintet
- 2003 Fugue in g-klein, voor koperkwintet
- 2003 Processional, voor koperkwintet
- 2003 Fertile Ground, voor koperkwintet
- 2004 Dream, voor solo eufonium en strijkkwartet
- 2004 Anabasis, voor koperkwintet en slagwerk

### Werken voor gitaar
- 2002 Restless Heart

### Elektronische muziek
- 1996 Tony prima, voor geluidsband
- 1997 Around the bend, voor geluidsband

### Pedagogische werken
- 1991 16 Etudes, voor eufonium